# 권법

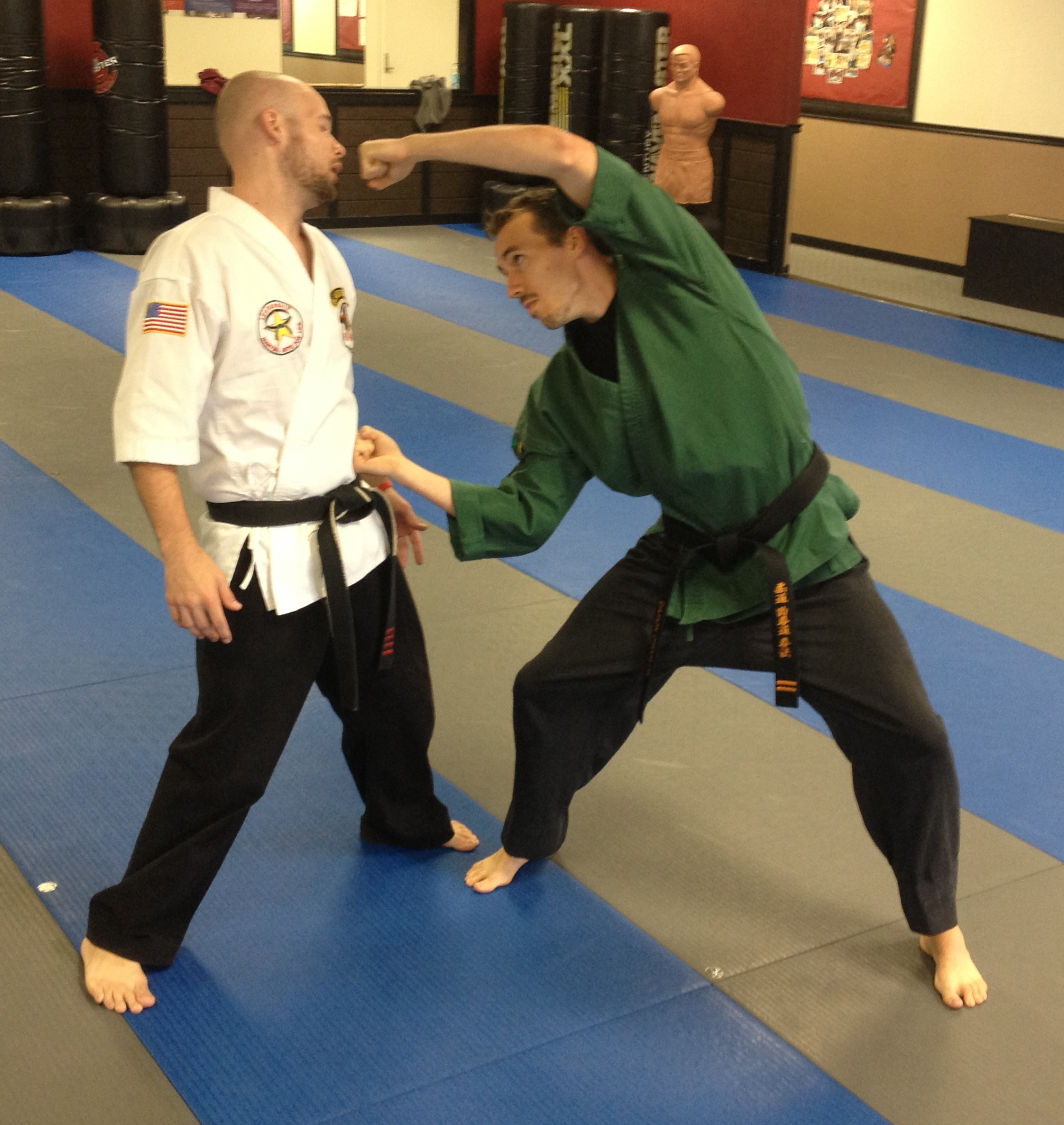
권법

권법(拳法)이란 권무형법 중 무기술을 제외한 주먹, 손날, 팔꿈치 부위 등으로 공격과 방어를 하는 기술체계로서, 맨손무술을 일컬어 총칭하는 말이다.

## 무예제보
|  |  |  |  |

## 같이 보기
- 무예도보통지